# Wingolf

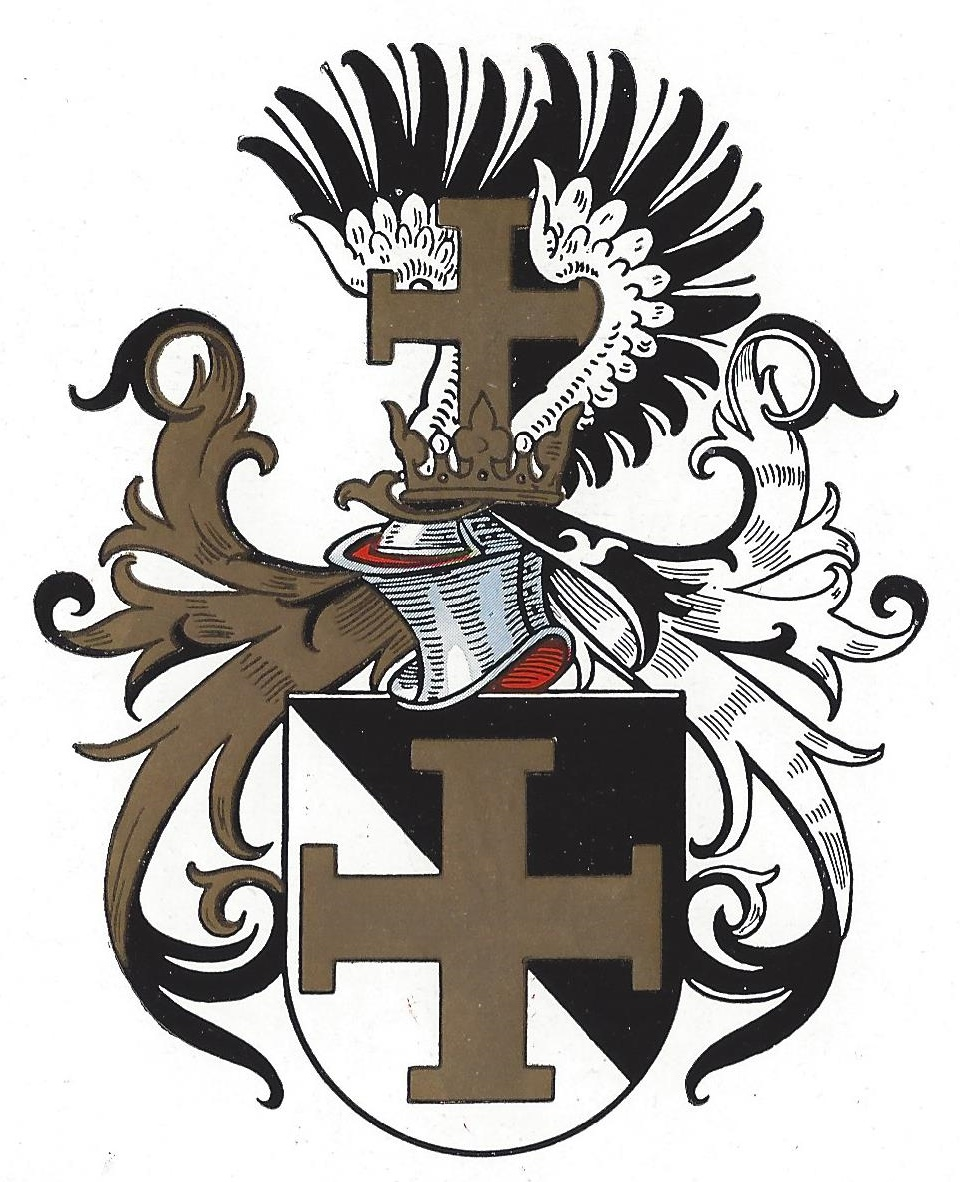
Wapen

De Wingolf („Wingolfsbund“) is een vereniging van 34 christelijke en kleurdragende studentenverenigingen. Het werd opgericht in Schleiz (Thüringen) in 1844 en is daarmee de oudste studentenorganisatie in zijn soort en tevens een van de eerste oecumenische gemeenschappen. Wingolf is voornamelijk vertegenwoordigd in Duitsland, maar ook in Oostenrijk en Estland. Er zijn ook enkele verenigingen die niet meer actief zijn (waaronder Argentina Straßburg in Frankrijk en Königsberger Wingolf in het huidige Rusland). De Wingolf ziet zichzelf als een mannenvereniging.

## Achtergrond
Wingolf's motto is „Δι ένoς πάντα“ - „Di henos panta“ (Grieks: door één (Jezus) alles - Filippenzen 4:13). De principes van Wingolf zijn de christelijke geloofsbelijdenis („Christianum“), het streven naar kennis („Academicum“ ) en het „Korporativum“ (d.w.z. de tradities van kleurstudenten). Wingolf heeft duel en mensuur altijd afgewezen. Het is de eerste unie van studentenverenigingen die deze houding heeft. Wingolf en de bij haar aangesloten verenigingen beschouwen zichzelf als politiek en kerkelijk onafhankelijk.

## Symbolen
De kleuren van de wingolf zijn zwart, wit en goud. Ze gaan terug naar Freiherr Heinrich Friedrich Karl vom und zum Stein, die deze kleuren in 1814 als toekomstige Duitse nationale kleuren voorstelde. Vermoedelijk heeft zijn vriend Ernst Moritz Arndt deze driekleur voorgesteld aan de Bonn Wingolf, de oudste verbinding in Wingolfs, zodat deze de kleuren in 1845 voor het eerst toepaste. De Wingolf nam extern afstand van het revolutionaire zwart-rood-goud van de Duitse Burschenschaft. Tegenwoordig draagt ongeveer twee derde van de Wingolfs-verenigingen deze kleuren. De andere Wingolfs-verenigingen verschillen meestal om historische of lokale redenen.
Op het wapen van de wingolf is een zwevend kruis in goud (ter vereenvoudiging van het Jeruzalemkruis) te zien op een zwart-wit diagonaal verdeelde grond. In de regel hebben de Wingolf-verenigingen ook het Jeruzalemkruis in hun wapen.

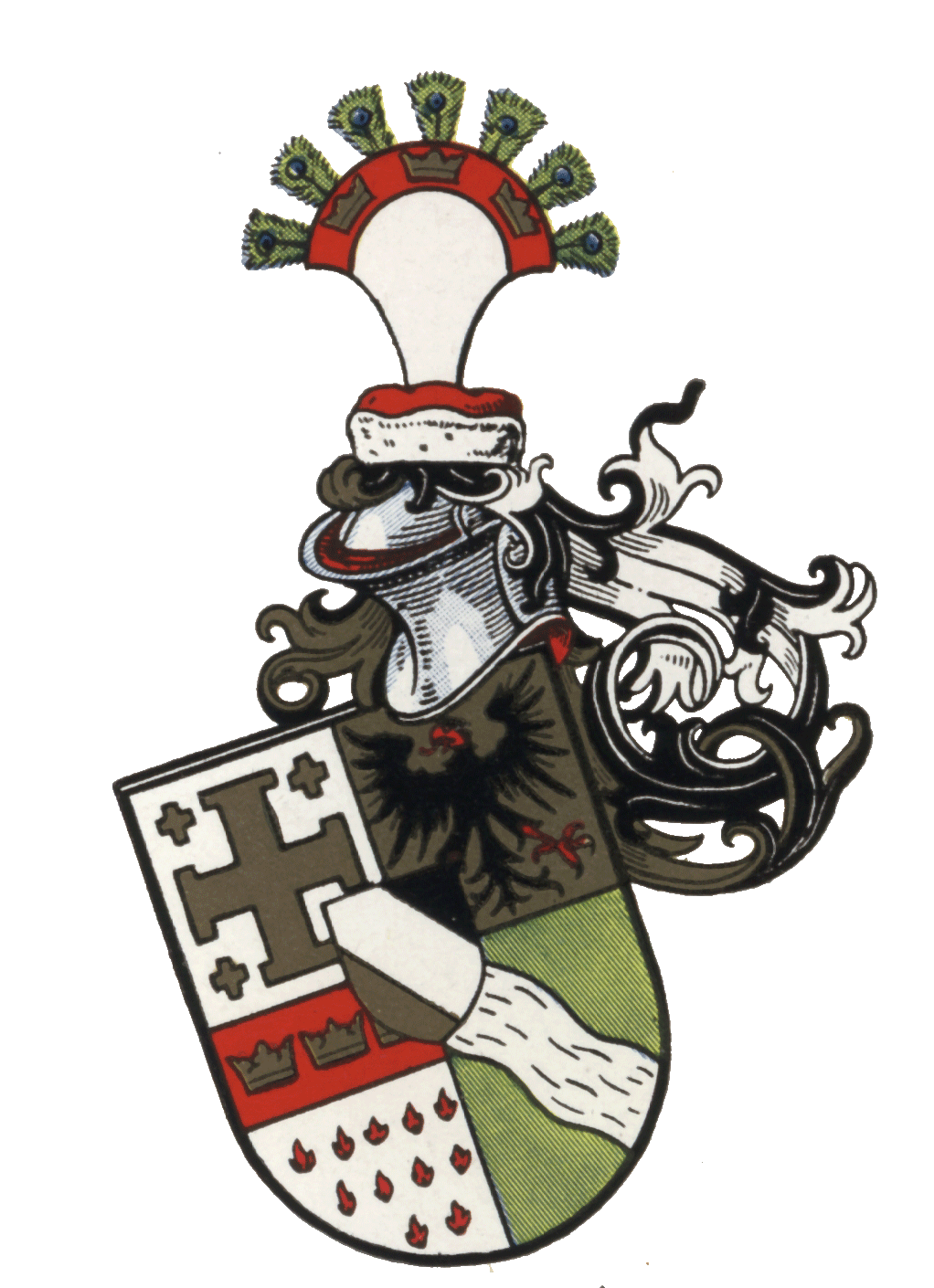
Kölner Wingolf
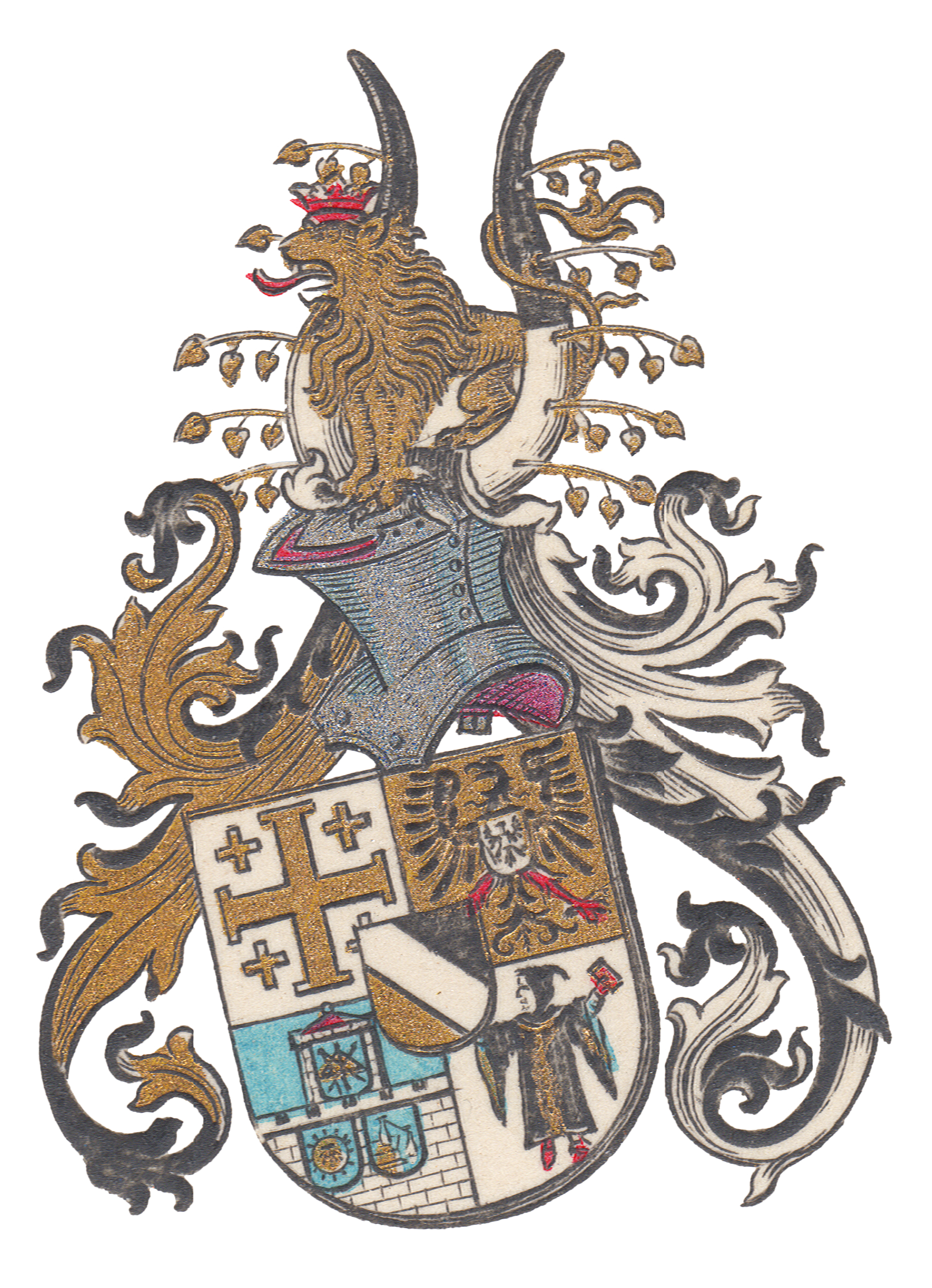
Münchener Wingolf II an der Technischen Hochschule
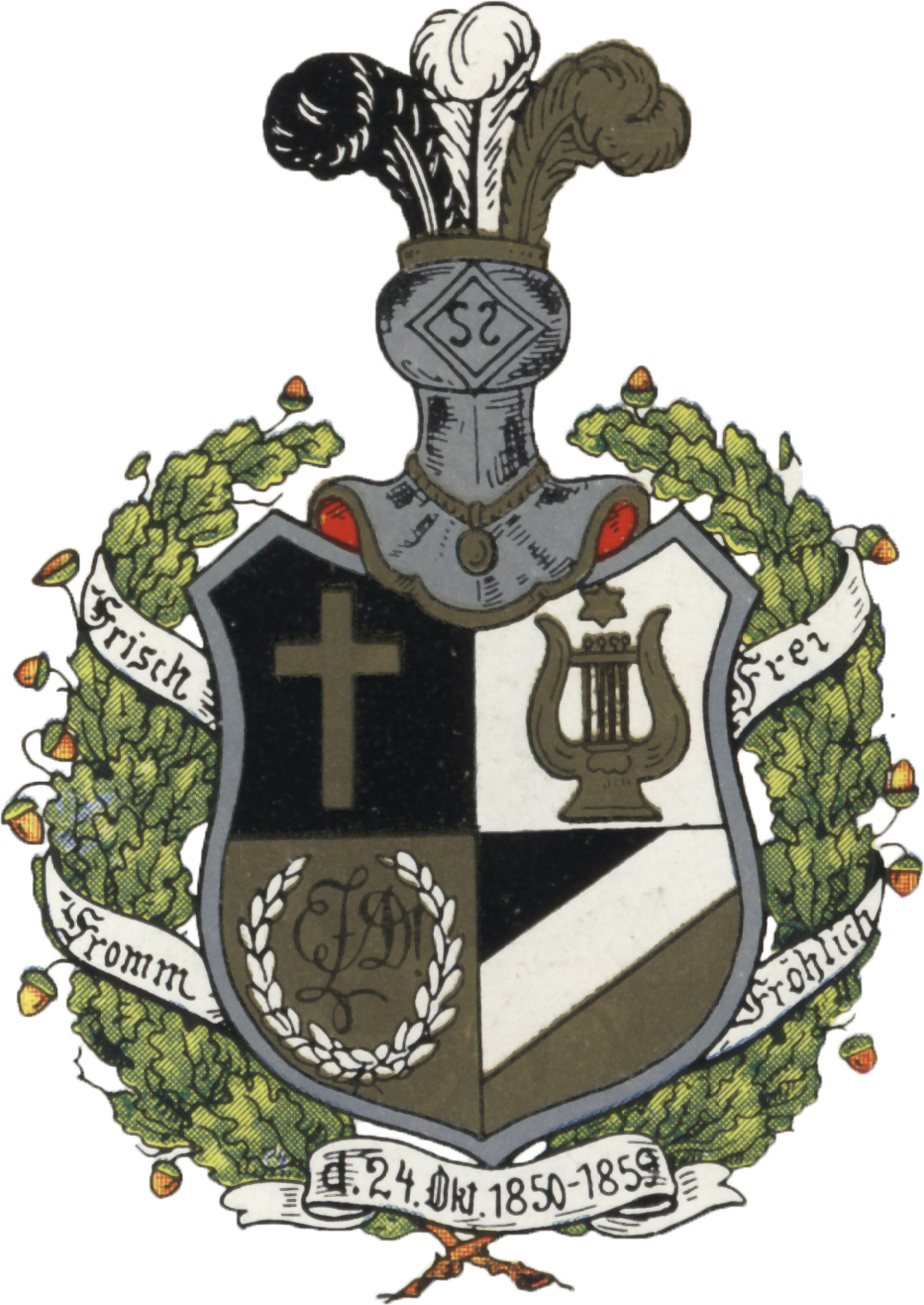
Arminia Dorpatensis

Alle leden (studenten en alumni) dragen de zogenaamde „Bundesnadel“. Het heeft een kleine ring aan het uiteinde en wordt op de linker revers gedragen. Het is bijna altijd goud, alleen in Erlangen, Halle en Erfurt wordt het in zilver gedragen.
Het vijf-stanza verbondslied van Wingolf heet „Es steht auf festem Grunde“ (Duits: „Het staat op een stevige basis“). Het is samengesteld in 1867.

## Wartburgfest
De Wingolf-studentenverenigingen komen sinds 1850 om de twee jaar in de week na Pinksteren samen, en sinds 1951 op Hemelvaartsdag voor het Wingolf „Wartburgfest“. Sinds 1991 vindt het weer plaats in Eisenach, deels in de Wartburg, waar de heilige Elisabeth van Thüringen woonde en Maarten Luther de Bijbel vertaalde.

## Bekende leden (selectie)

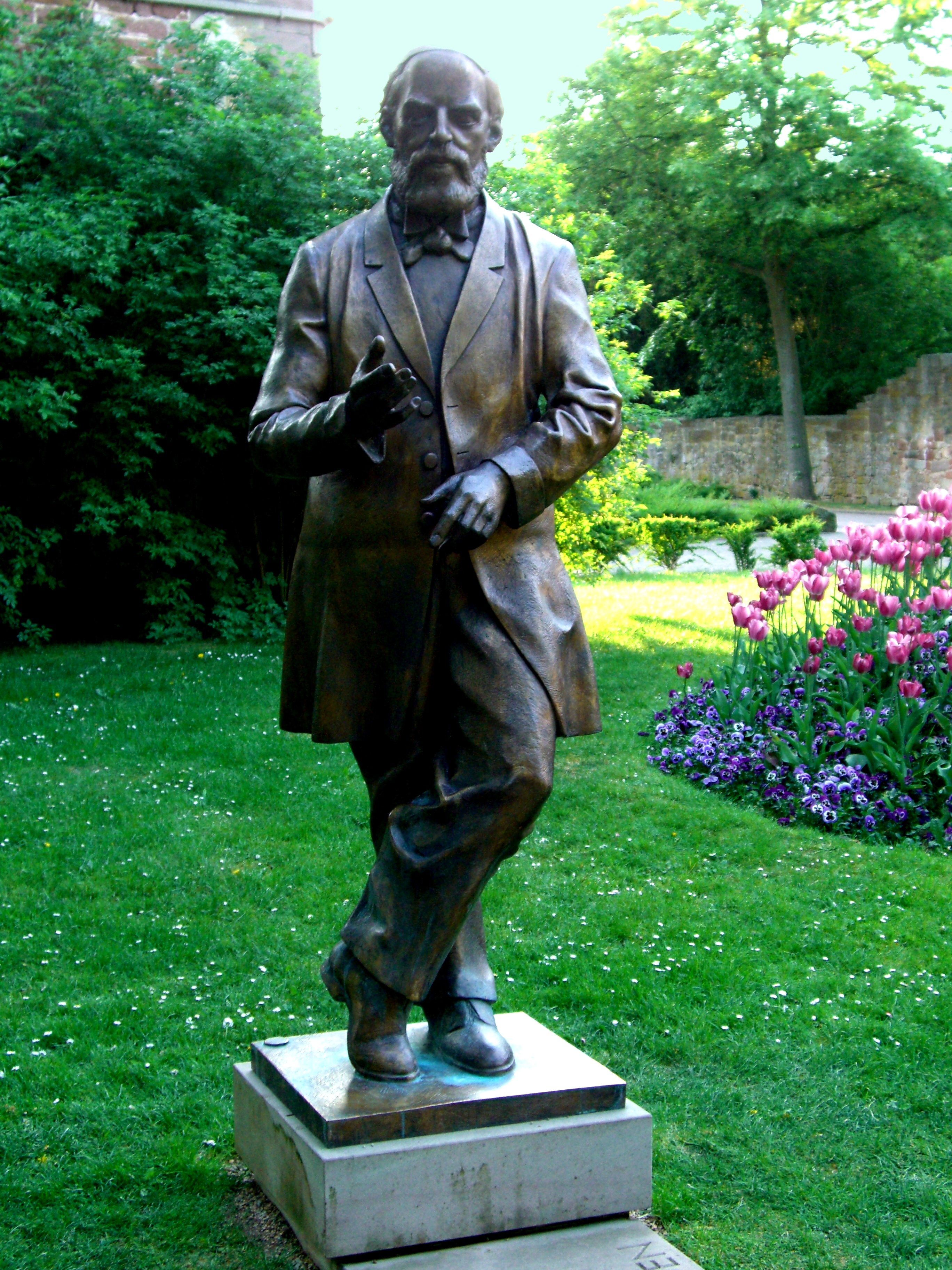
Konrad Duden (monument)
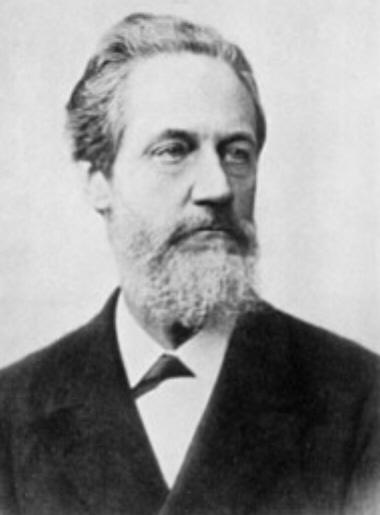
Franz Grashof
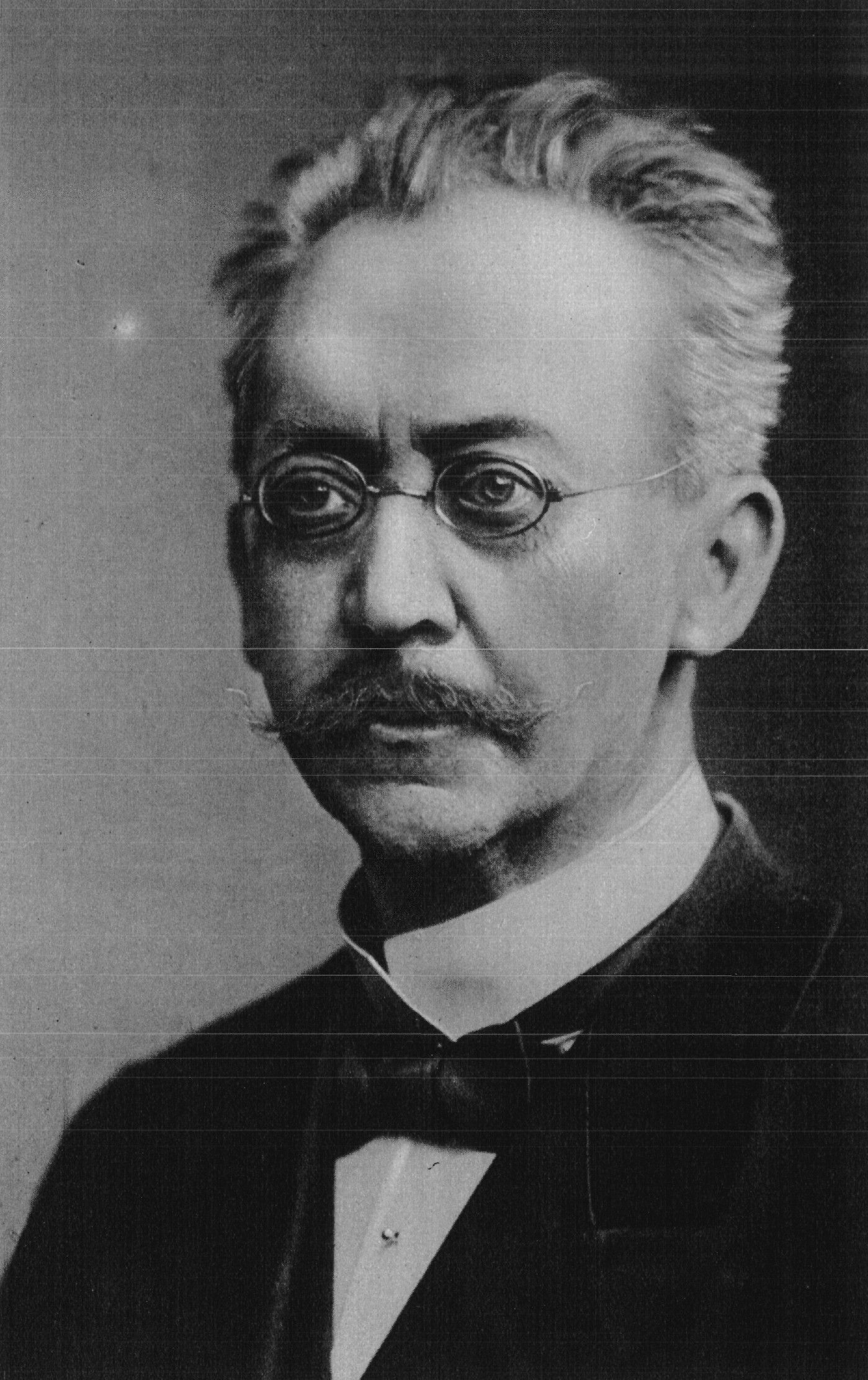
Adolf von Harnack
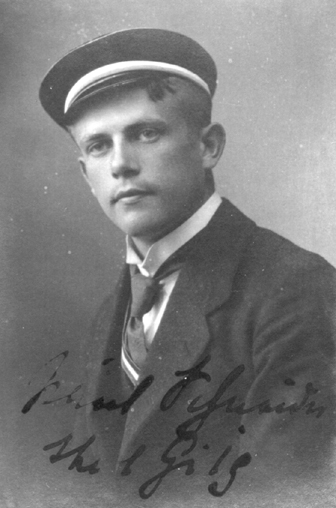
Paul Schneider
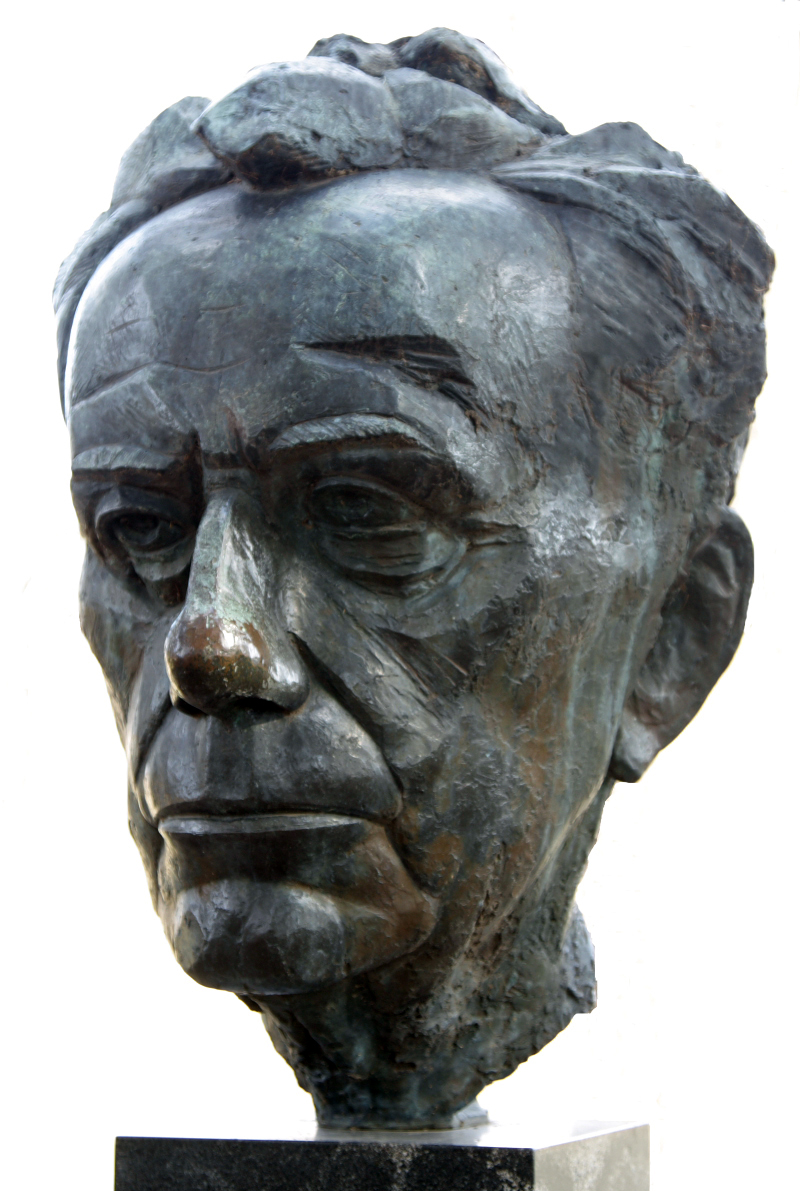
Paul Tillich (buste)

- Ludwig Albrecht (1861-1931), Duitse theoloog
- Heinrich Brandt (1886-1954), Duitse wiskundige
- Friedrich Brunstäd (1883–1944), Duits luthers theoloog en filosoof.
- Eduard Büchsel (1917-1980), Duits organist
- Emanuel Hirsch (1888–1972), Duitse protestantse theoloog.
- Friedrich Högner (1897–1981), Duits organist, componist en muziekpedagoog.

## Duitse literatuur
- Hans Waitz: Geschichte des Wingolfbundes aus den Quellen mitgeteilt und dargestellt. Waitz, Darmstadt 1896, 2. Auflage 1904, 3. Auflage 1926.
- Hans Waitz (Hrsg.): Geschichte der Wingolfsverbindungen. Waitz, Darmstadt 1913.
- Otto Imgart: Der Wingolfsbund in Vergangenheit und Gegenwart. In: Das Akademische Deutschland. Bd. 2: Die deutschen Hochschulen und ihre akademischen Bürger. Berlin 1931.
- Hugo Menze, Hans-Martin Tiebel: Geschichte des Wingolfs 1917–1970. Lahr 1971.
- Verband Alter Wingolfiten (Hrsg.): Geschichte des Wingolfs 1830–1994. 5. Auflage. Detmold 1998.